# Tây Phi thuộc Tây Ban Nha
Tây Phi thuộc Tây Ban Nha (tiếng Tây Ban Nha: África Occidental Española, AOE) là một nhóm thuộc địa Tây Ban Nha dọc theo bờ biển Đại Tây Dương của Tây Bắc Phi. Nó được thành lập vào năm 1946 bằng cách gia nhập khu vực phía nam của Tây Ban Nha bảo hộ Moroc, thuộc địa Ifni và thuộc địa Sahara thuộc Tây Ban Nha thành một đơn vị hành chính duy nhất. Sau Chiến tranh Ifni (1957–1958), Tây Ban Nha nhượng phía nam bảo hộ Maroc và thành lập ra các tỉnh riêng cho Ifni và Sahara vào năm 1958.

## Lịch sử
Tây Phi thuộc Tây Ban Nha được thành lập bởi một sắc lệnh ngày 20 tháng 7 năm 1946. Tổng đốc mới ngồi tại Ifni. Ông là ex officio đại biểu của ủy viên cao cấp Tây Ban Nha tại Maroc ở khu vực phía nam vùng bảo hộ, để tạo điều kiện cho chính phủ của họ dọc theo đường cùng với các thuộc địa khác của Tây Ban Nha trên bờ biển. Vào ngày 12 tháng 7 năm 1947, Ifni và Sahara đã được nâng lên thành các thực thể riêng biệt, nhưng vẫn thuộc thẩm quyền của thống đốc ở Ifni. Vào ngày 10 và 14 tháng 1 năm 1958, Sahara và Ifni được đưa vào các tỉnh Tây Ban Nha thường xuyên hoàn toàn độc lập với nhau.

## Ngôn ngữ
Ngôn ngữ chính thức của Tây Phi thuộc Tây Ban Nha là tiếng Tây Ban Nha, quốc gia có chủ quyền của Tây Ban Nha. Tuy nhiên, do sự cai trị địa phương của Đế quốc Ả Rập và những người kế vị Hồi giáo như các Sultan của Đế quốc Ottoman, cư dân chủ yếu là người Ả Rập và Berber, cả hai đều là những phần quan trọng của người Moor), vì vậy tiếng Ả Rập cũng là ngôn ngữ phổ biến. Tiếng Ả Rập và tiếng Tây Ban Nha vẫn được sử dụng trong khu vực.